# Cyclocosmia loricata
Espèce
Synonymes
- Actinopus loricatus C. L. Koch, 1842

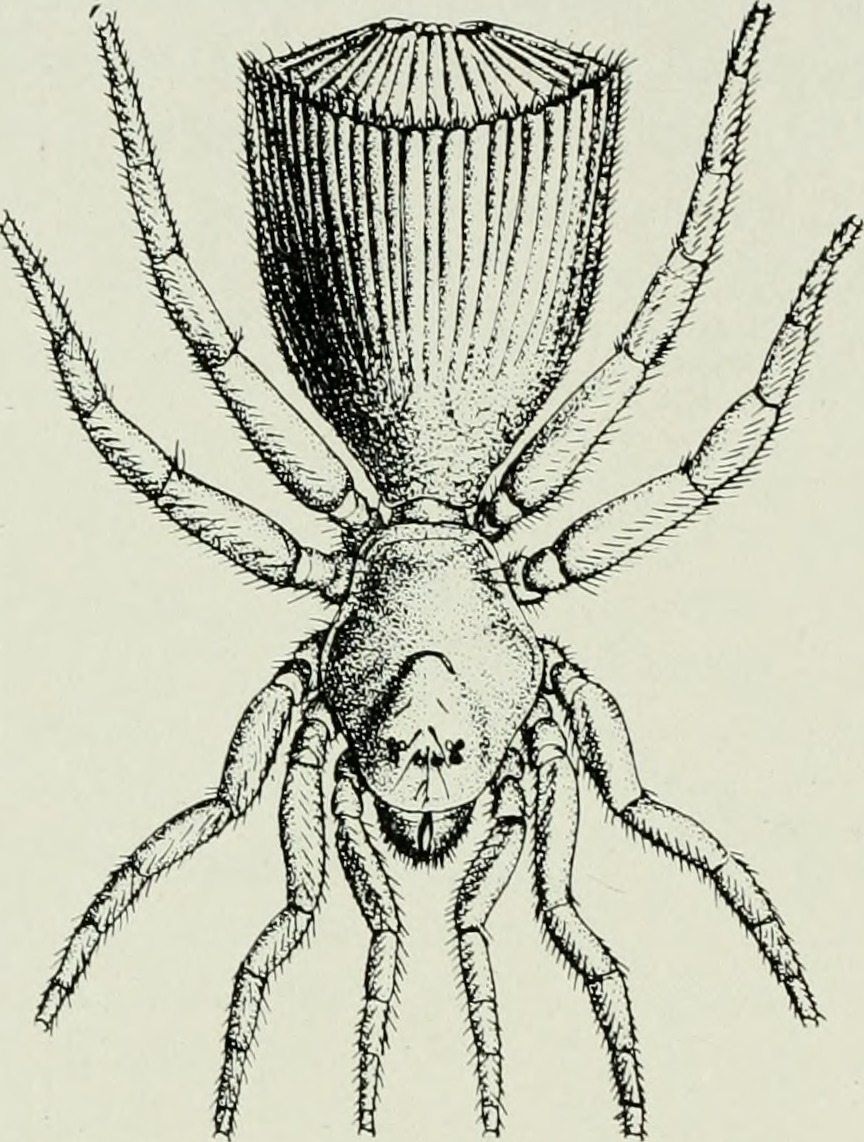
Cyclocosmia loricata

Cyclocosmia loricata est une espèce d'araignées mygalomorphes de la famille des Halonoproctidae.

## Distribution
Cette espèce se rencontre au Mexique et au Guatemala.

## Description
Le mâle décrit par Gertsch et Platnick en 1975 mesure 22 mm et la femelle 28 mm.

## Publication originale
- C. L. Koch, 1842 : Die Arachniden. Nürnberg, vol. 9, p. 57-108 (texte intégral).